# 無垢の時代 (レノルズ)
『無垢の時代』（むくのじだい、英: The Age of Innocence）は、ロココ期のイギリスの画家ジョシュア・レノルズが1788年に制作した絵画である。油彩。幼い少女を描いた作品で、一見すると肖像画のようにも見えるが、「ファンシー・ピクチャー」と呼ばれるジャンルの作品である。レノルズの最も人気のある作品の1つで、現在はロンドンのテート・ブリテンに所蔵されている。

## 作品

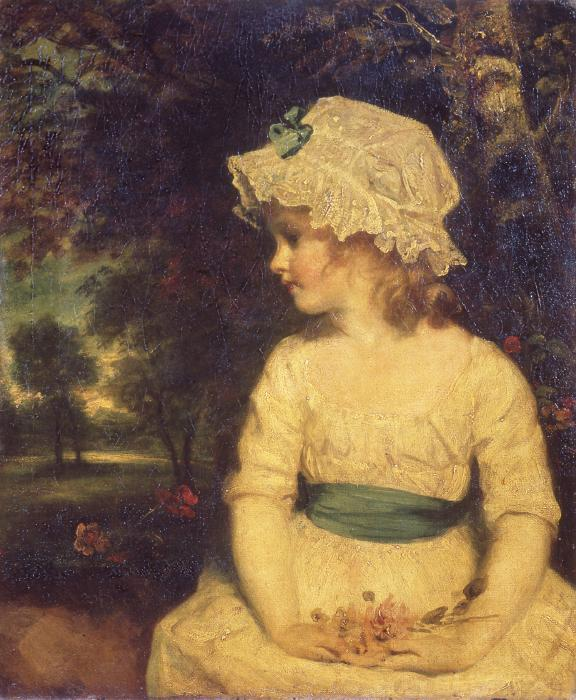
レノルズの同時期の『テオフィラ・グワトキンの肖像』。ワデスデン・マナー所蔵。

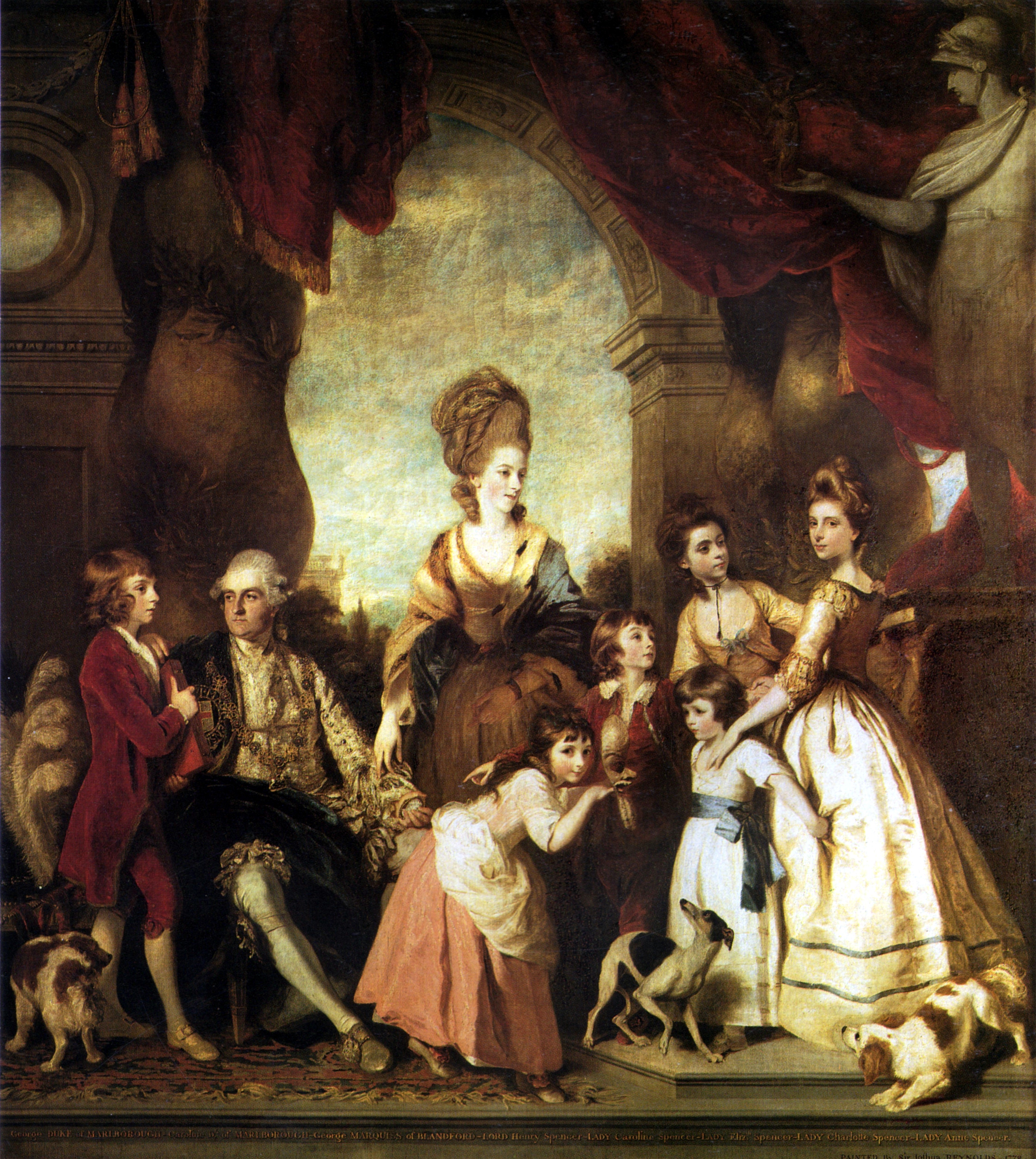
レノルズの肖像画『マールボロ公爵とその家族』。1777年から1778年頃。オックスフォードシャー州のブレナム宮殿所蔵。

レノルズは屋外の芝生の上に座る幼い少女を描いている。白い服を着た少女は両手を重ねて胸に当て、画面右を見つめている。服の裾からは裸足の足がのぞいている。この絵画は依頼されて制作した肖像画ではなく、キャラクターの習作、あるいはファンシー・ピクチャーである。
制作年代は1788年と考えられているが、1785年のロイヤル・アカデミーでレノルズが展示した『少女』（A little girl）と題された作品と同一である可能性が高い。この作品も芝生の上に座った幼い少女を描いたものであったことが1785年4月8日の日刊紙『モーニング・ヘラルド』の記事によって知られている。
現在のタイトルはレノルズがつけたものではなく、ジョセフ・グローザーの1794年のエッチングに由来している。
テートが近年行ったX線撮影を用いた調査の結果、本作品はレノルズの別の有名な作品『苺摘みの少女』（The Strawberry Girl）の上に描かれていることが判明した。もとの絵画は大幅に描き直されており、『苺摘みの少女』の手だけが変更されずに残されている。『苺摘みの少女』はいくつかのバージョンが知られており、1772年から1773年に制作された最も有名なバージョンがウォレス・コレクションに所蔵されている。レノルズの同時代の絵画作品は、画家の絵画技術に欠陥があったため、絵具の全体的な剥落が複数報告されている。本作品の下に描かれていた『苺摘みの少女』も同様に絵具が大幅に剥落したため、新たに別の構図の作品が描かれたと考えられている。

## モデル
モデルとなった少女が誰であるかについては不明である。この点についてはいくつかの説があり、たとえばレノルズのヴィクトリア朝時代の子孫のロバート・エッジカム卿（Sir Robert Edgcumbe）は、レノルズの7歳年の離れた姉メアリーの孫娘テオフィラ・グワトキン（Theophila Gwatkin, 1782年-1844年）であったと述べている。レノルズは同時期にテオフィラの肖像画を描いており、1789年にロイヤル・アカデミーで展示している。この肖像画は同年のうちにフランチェスコ・バルトロッツィによって『純真』（Simplicity）というタイトルでエングレーヴィングが制作された。
別の説ではアン・フレッチャー嬢（Miss Anne Fletcher）の可能性が示唆された。しかしこの女性は1791年頃には結婚していたため誤りである。
またレノルズのマールボロ公爵家の集団肖像画『マールボロ公爵とその家族』に描かれた、第4代マールボロ公爵ジョージ・スペンサーの末娘アン・スペンサー嬢（Lady Anne Spencer, 1773年-1865年）とも主張されている。実際に絵画の少女とアンの顔の間には類似点が認められるが、制作年代は微妙に一致しない。この場合、おそらく1780年代半ばではなく『マールボロ公爵とその家族』が描かれた1770年代後半の作と思われる。

## 来歴
絵画は19世紀に美術収集家のロバート・ヴァーノンのコレクションに加えられており、1847年に他のコレクションとともに、ロンドンのナショナル・ギャラリーに寄贈された。その後、1951年にテートに移管された。

## 影響
本作品は長年にわたってレノルズの最もよく知られ、人気のある図像の1つとなっている。制作から数年後の1794年にジョセフ・グローザーがエッチングを制作し、このエッチングにつけられた『無垢の時代』というタイトルで広く知られることとなった。19世紀には『無垢の時代』は非常に賞賛され、頻繁に模写された。ナショナル・ギャラリーの記録によると、1856年から1893年の間に323枚以上の実物大の油彩画複製が制作されたという。

## ギャラリー
関連作品

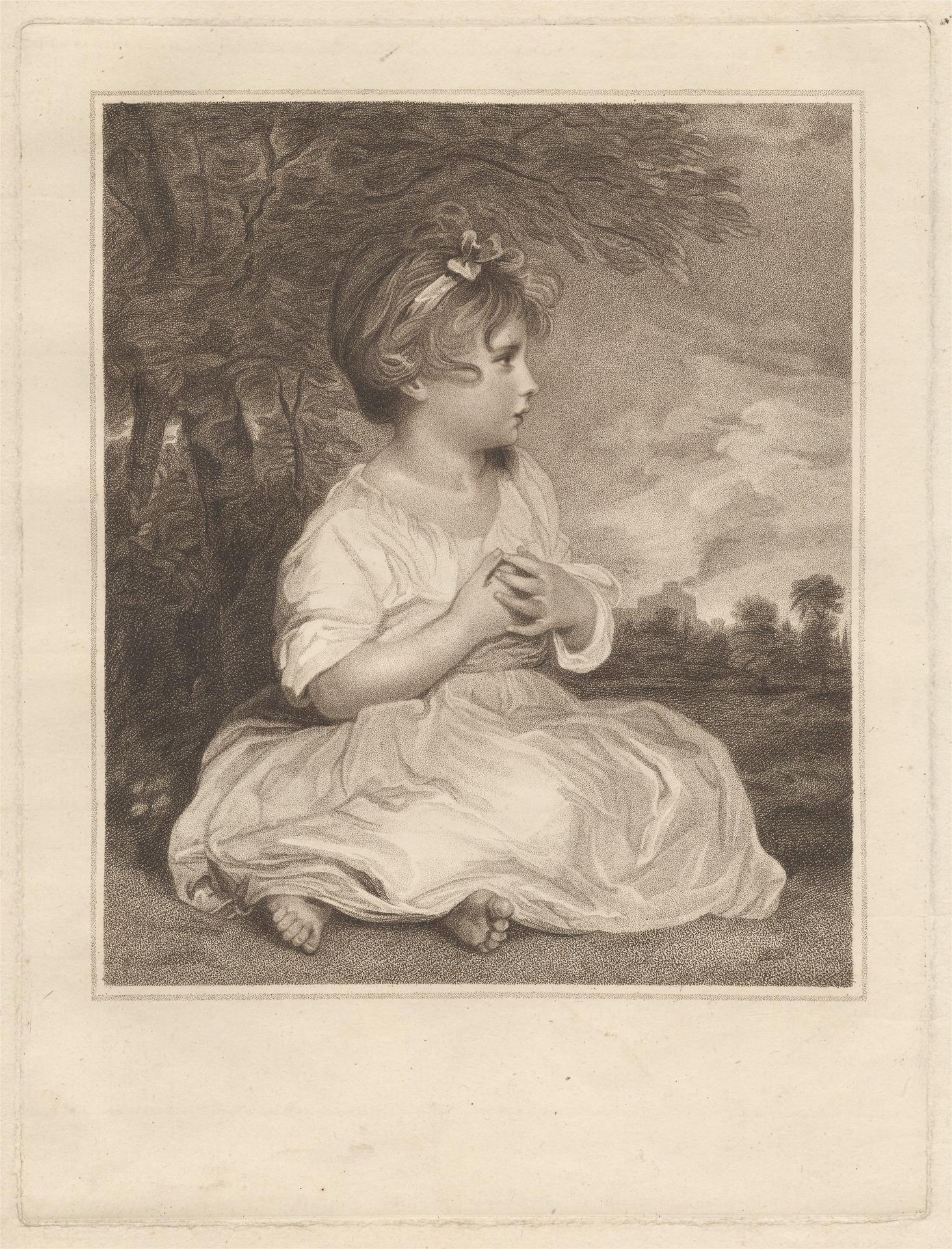
ジョセフ・グローザー（英語版）によるエッチング 1794年頃
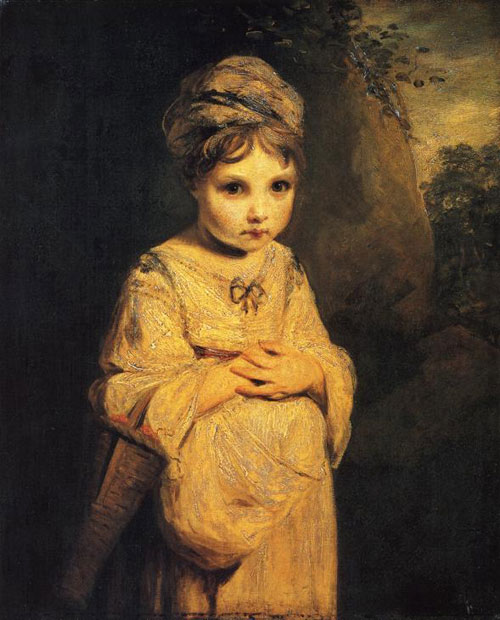
『苺摘みの少女』1772年-1773年 ウォレス・コレクション所蔵